# Shirley Jean Rickert
Shirley Jean Rickert (Seattle, 25 maart 1926- Saratoga Springs (New York), 6 februari 2009) was een Amerikaans actrice.
Rickert won als baby al meerdere wedstrijden, waardoor haar moeder overtuigd was dat ze een kindster kon worden. Ze kreeg een rol in How's My Baby? en vlak daarna, in 1931, kreeg ze, na een interview met Hal Roach, een rol in Our Gang. Toch bleef ze maar tijdelijk een lid van de cast en verliet de serie al gauw om te werken bij Darmour Studios.
Rickert speelde hierna vooral in musicals. Toen dit genre minder populair werd, werd Rickert een stripper.
Ze overleed in een verpleeghuis op 82-jarige leeftijd en stelde haar lichaam ter beschikking aan de wetenschap.

## Filmografie (selectie)
- 1934:The Scarlet Letter
- 1934:'Neath The Arizona Skies
- 1935:I Live My Life
- 1943:Best Foot Forward
- 1943:In Old Oklahoma
- 1944:Meet the People
- 1947:Good News
- 1951:Royal Wedding
- 1952:Singin' in the Rain

- Bibliothèque nationale de France: cb14026766f (data)
- International Standard Name Identifier: 0000 0000 0141 8215
- SNAC: w6bd7j27
- Système universitaire de documentation: 161595847
- Virtual International Authority File: 74050929